# Agora
Pour les articles homonymes, voir Agora (homonymie).
L’agora (du grec ancien ἀγορά / agorá) a d'abord désigné, dans la Grèce antique, une réunion de citoyens, ainsi que l'espace public où celle-ci a lieu. Cet espace public accueille plus généralement les activités sociales, politiques, commerciales, judiciaires ou encore religieuses de la cité. Le forum est l'équivalent romain de l'agora.
À l'époque contemporaine, le terme est aussi utilisé dans l'architecture et l'urbanisme des villes modernes, ou encore sur Internet pour désigner des lieux de discussion.

## Grèce antique

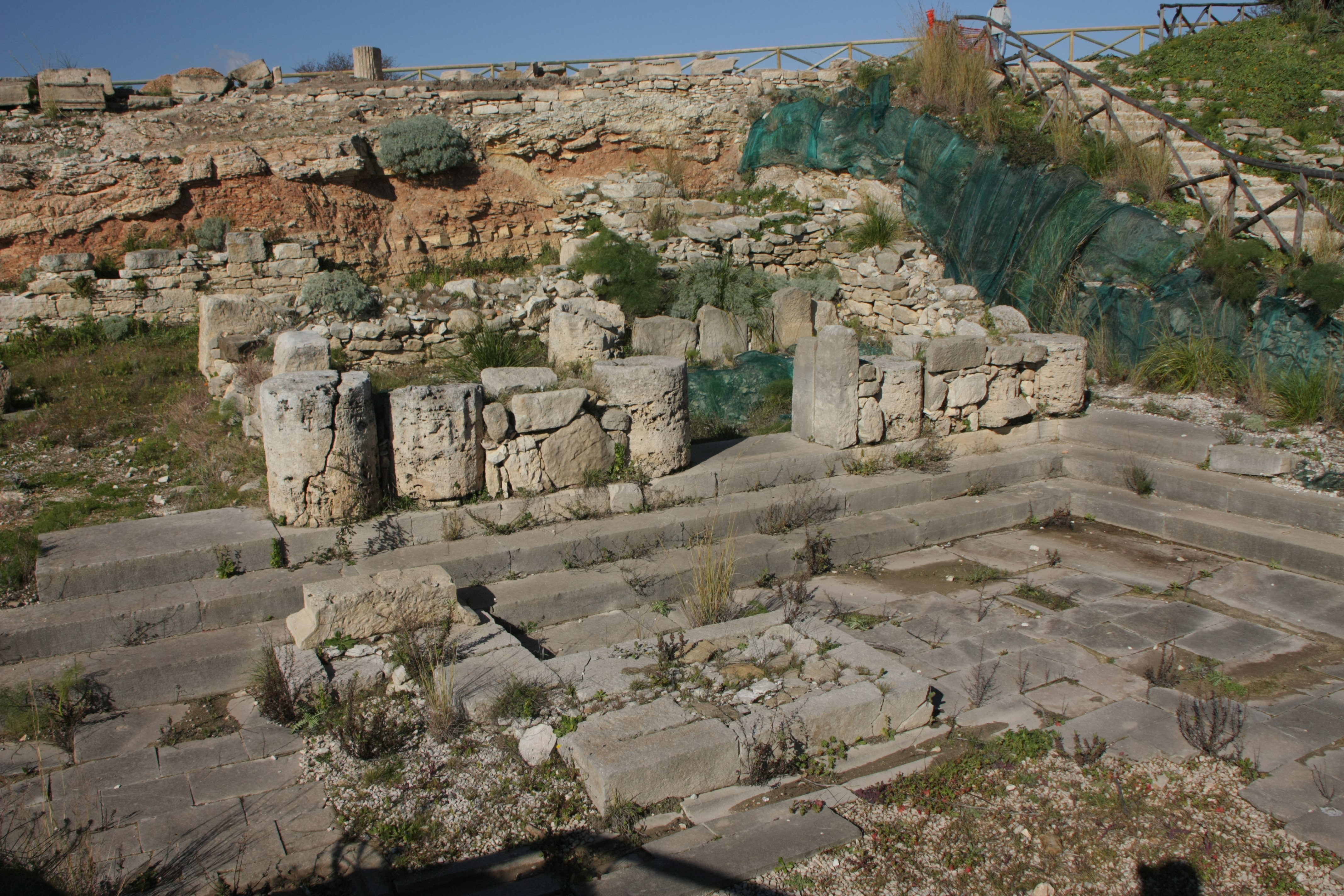
Ruines de l'agora de Ségeste.

En Grèce antique, l'agora désigne la réunion du Conseil d’une cité ou de l’ensemble du peuple, au cours de laquelle les citoyens exercent leurs droits politiques. Par la suite, par métonymie, elle désigne la place publique qui porte ce nom. Les premières mentions de ce terme sont trouvées chez Homère.
En tant qu'espace public, l'agora est, au Ve siècle av. J.-C., le lieu de la cité (polis) qui accueille commerces, activités sociales, politiques, judiciaires ou encore religieuses,. Elle est entourée par des bâtiments publics ainsi que des lieux de culte. C'est en même temps un lieu où l’on se promène, où l’on apprend les nouvelles, et où se forment les courants d’opinion.
Géographiquement, on constate que les agoras sont généralement au centre de la cité ou à proximité d'un port.
L'agora est une composante essentielle du concept de polis. L'agora d'Athènes accueillait ainsi la majorité des institutions politiques de la cité (Bouleutérion, Héliée…). On y trouvait également des bâtiments religieux, des monuments en l'honneur des héros de la patrie athénienne et nombre de commerces, les capéloï.
Enfin, de nombreuses écoles philosophiques s'étaient implantées sur l'agora, à l'image de l'école du Portique de Zénon de Cition. Une résurgence moderne en est le Speakers' Corner de Hyde Park à Londres et l'occupation de places par différentes manifestations.

## Époque contemporaine
Dans une ville nouvelle ou un ensemble urbain moderne, l'agora est une zone piétonne autour de laquelle on retrouve des établissements administratifs, commerciaux et parfois religieux. Dans la ville nouvelle d'Évry, par exemple, l'Agora est la place publique qui est située au croisement des chemins piétonniers et des voies de bus, où se dressent le théâtre, le centre commercial, la bourse du travail, ainsi que les différents équipements. C'est aussi un lieu d'accueil de marchés.
Les termes forum et agora ont aussi connu un grand succès en tant que métaphore, notamment sur Internet avec les forums de discussion,.